# MTV Polska
MTV Polska - muzyczno-rozrywkowa stacja telewizyjna powstała 7 lipca 2000 roku z połączenia filii MTV na Europę oraz polskiej telewizji muzycznej Atomic TV w 1997 roku.

## Historia
Powstanie polskiego oddziału wiązało się ze strategią jaką MTV obrało pod koniec lat 90. Wtedy to istniejące wcześniej angielskojęzyczne MTV Europe (powstałe w 1987 roku w Londynie) odeszło od zasady „jeden świat, jeden język, jedno MTV” i zaczęło wprowadzać wersje w językach lokalnych. W tym samym czasie co MTV Polska powstały więc oddziały w innych krajach, na przykład Niemczech i Skandynawii.

Logo używane od startu do 30 czerwca 2011 (wariant czarny) Słowo „Music Television” usunięto w 2001. W latach 2001–2009 miał pomarańczowe logo bez tekstu Music Television.

Telewizja nadaje swój program przez dwadzieścia cztery godziny na dobę, docierając do ponad czterech milionów domostw w całej Polsce za pośrednictwem sieci kablowych oraz platform Cyfrowy Polsat, nc+ i Orange TV. W Polsce działała także telewizja VH1, w której emitowane są starsze teledyski z lat 80. i 90, chociaż usłyszeć można też utwory artystów z nowego tysiąclecia.
Ramówka polskiej MTV obejmuje nie tylko muzykę, ale przede wszystkim: programy rozrywkowe, filmowe, dokumentalne oraz seriale.
17 lipca 2012 stacja zmieniła format nadawania na 16:9.
22 marca 2017 kanał rozpoczął nadawanie w wysokiej rozdzielczości (HD). Dwa miesiące później, 22 maja, wersja SD została wyłączona z satelity Eutelsat Hot Bird 13E. Od tego momentu z tej pozycji nadawany jest wyłącznie przekaz MTV Polska HD.
4 września 2018 r. MTV ujednolicił swoją ramówkę z wersją paneuropejską, pozostawiając polskie okno w godzinach 22:00-2:00. 17 lutego 2021 roku nastąpiła zmiana i MTV Polska nie korzysta już z ramówki MTV Europe. Kanał stał się swojego rodzaju hybrydą i dostępny jest od tego czasu chociażby na Węgrzech, gdzie dzieli swój czas z lokalnym pasmem MTV Węgry, a przerwy reklamowe są podmieniane na lokalne potrzeby.

Logo używane od 1 lipca 2011 do 13 września 2021 był szare i bez napisu Music Television (tak jak w amerykańskim od 2010 roku) i jest w lewym górnym rogu ekranu, tak jak poprzednie. Podobnie jak poprzednie ma napis programu obok loga, w tym samym miejscu.

## Programy MTV Polska

### Obecne
| Muzyczne: - 100% Muzyka - M is for Music - MTV Top 20 - MTV World Stage |  | Programy rozrywkowe: - Catfish: The TV Show - Dallas Cowboys Cheerleaders - Ekipa z Australii - Ex na plaży - Ink Master - Mistrz tatuażu - Nastoletnie matki - Niemożliwe! - Pomocy! Jestem w sekretnym związku - Przyłapani na zdradzie - The Challenge - Warsaw Shore - Ekipa z Warszawy - Zabiegana pani West Coast |  | Cykliczne: - Nickelodeon Kids' Choice Awards - MTV Europe Music Awards - MTV Movie Awards - MTV Video Music Awards |

### Dawne
Muzyczne:

- 20 Klubowych
- 3 z 1
- Alarm MTV
- Alt MTV
- Audiomix
- Bazar MTV
- Base Lista
- Behind the Music
- Best of R&B 2006
- Bezsenność z MTV
- Budzik MTV
- Chillout Zone
- CKY: The Greatest Hits
- Clip Me
- Data Videos
- Disco 2000
- Don’t Kill the Music
- Dzika Szafa Grająca
- Europe Top 20
- Euro Top Chart
- Extrrrra 10 + 1
- Greatest Hits
- Hitlist UK
- Hity Bez Kitu
- Isle of MTV
- Klip tygodnia
- Love Mix
- Lunchbox
- Mastermix
- MTV Base
- MTV Brand New
- MTV Breakfast Club
- MTV Budzi!
- MTV Club
- MTV Dance
- MTV Fresh
- MTV Hits
- MTV Hot
- MTV Icon
- MTV Kofeina
- MTV Kontra
- MTV Live
- MTV Lounchbox
- MTV Maxxx Hits
- MTV Nocą
- MTV Nowości
- MTV Push
- MTV Rockuje
- MTV Select
- MTV START by Coca-Cola
- MTV Total
- MTV Unplugged
- Music Mix
- Music Non Stop
- Night Videos
- Non Stop Hits
- Nowości MTV
- Number 1 Hits
- Odliczanka
- Papla Top 10
- Party Zone
- Pieprz
- Player MTV
- Polska Lista
- Pop Shop
- POP Up Video
- Rap Pakamera
- sFawolne MTV
- SMS Top 10 / SMS Top 20
- Soul of MTV
- Starter MTV
- Summer of MTV
- SuperRock
- Top 5 Most Wanted
- Top 7 at 7
- Top 10 @ 10
- Top 15
- Total Request Live
- Tramwajówka
- US Top 10
- VH1 100 Sexiest Artists
- Video Love
- Weekend z...
- W łóżku z MTV
- Yo! Lista
- Yo! MTV Raps

Seriale:

- Blue Mountain State
- Don't tell the Doctor
- Dolina Nieumarłych
- Faking It
- Finding Carter
- Greek
- Inna
- Kumple
- Niskozatrudnieni
- Popland
- Średniaki
- Talia czaruje w kuchni
- Tajemnica Amy
- Tajemnice Valemont
- Taki Lajf
- The L.A. Complex
- Udręki młodego Bergera
- W sercu Hollywood
- Washington Heights
- Żniwiarz

Seriale animowane

- Beavis i Butt-head
- Blok Ekipa
- Daria
- Futurama
- Koty obiboki
- Najszczęśliwsi geje pod słońcem
- Przerysowani
- Przyjaciele z wesołego lasu
- Przystanek Kanion
- South Park
- Synowie rzeźnika
- The Imp
- Włatcy móch
- Ren i Stimpy tylko dla dorosłych

Programy rozrywkowe:

- 100% Hotter
- 52. Nowe oblicze iluzji
- 90's House
- A jak Amore
- All Star Shore: Epicka ekipa
- Amazingness
- Amerykańscy Wojownicy Ninja
- Becoming
- Bestsellery – OLiS
- Big Tips Texas
- Brothers Green: EATS!
- Brzydkie Kaczątka International
- Bitwa na pranki
- Cheeese
- Cribs
- Cała prawda o Warsaw Shore
- Car Crash Couples
- Celebrity Deathmatch
- Clickbait
- Co ty na to, tato?
- Crash Karaoke
- Cribs
- Daleko od domu
- Dare To Live
- Date My Mom
- Dating Naked: Nagi raj
- Deadline na miłość
- Dismissed
- Dirty Sanchez
- Dolina Nieumarłych
- Dopasowani
- Droga na szczyt
- Dziara za dziarę
- Dziara za dziarę US
- Dzieci z banku spermy
- Dziewczyna z ekipy
- Dziewiczy teren
- Dziewięć dni i nocy Eda Sheerana
- Efekt Eks
- Ekipa z Buckhead
- Ekipa z Cardiff
- Ekipa z Florydy
- Ekipa z Gandii
- Ekipa z Newcastle
- Ekipa z Newcastle: Powrót żywych legend
- Ekipa z New Jersey
- Ekipa z New Jersey: Rodzinne wakacje
- Enjoy The View <3 Natalia
- Ex na plaży PL
- Ex w mieście
- Gastrofaza
- Gdy miałem 17 lat
- Gej, zajęty czy do wzięcia?
- Ghosted: Zaginiona miłość
- Gra o klony
- Grossbusters
- Happy Hours
- House of Food
- Jackass
- Judge Geordie: Sędzia Vicky
- Kardashianowie
- Kavos Ink: Dziara się
- Kesha: My Crazy Beautiful Life
- Klasa MTV
- Króliczki Playboya
- Królowe krzyku
- Kodeks dziewczyny
- Kodeks faceta
- Koszmar minionej randki
- Księżniczki Piękności
- Kumple na chacie
- Licealne Ciąże
- Lindsay Lohan’s Beach Club
- Lip Sync Battle
- Lip Sync Battle Ustawka
- Lip Sync Battle UK
- Lip Sync Battle Dzieciaki
- Love & Hip Hop Atlanta
- Made
- Making the Band
- Making The Video
- Marzenia Chelsea
- Masakracja
- Million Dollar Baby
- Miłość czy fałsz?
- Moja własna gwiazda
- Moje Słodkie urodziny
- Moje Supersłodkie urodziny
- MTV Asks
- MTV at the Movies
- MTV Cribs
- MTV Hoods
- MTV It’s On
- MTV News
- MTV Plotek
- MTV Plotek.pl
- MTV Pudelek
- MTV Suspect
- MTV's Bugging Out
- MTV's Game Changer
- MTV's Living The Dream
- Multikino Top 10
- Najlepsi Tancerze Ameryki
- Najbardziej muzykalna rodzina Ameryki
- Nastoletni nałogowcy
- Next
- Nicki Minaj: My Time Again
- Nieustraszeni[a]
- Niemożliwe PL
- Od Zipa do Gentlemana
- Operacja: Stylówa
- O seksie bez stresu
- Ostre cięcie
- Odfiltrowani
- Quiz Zgadywanka
- Paris Hilton - Kumpela na zabój
- Pauly i Vinny: Podwójna szansa na miłość
- Pielęgniarki z Orange County
- Pimp My Ride: By Coca-Cola Zero
- Pimp My Room
- Państwo Bardzo Młodzi
- Penetratorzy
- Pięść Mistrza Zen
- Pimp My Ride
- Pogromcy nadwagi
- Pogromcy rekordów
- Pod wspólnym dachem
- Pojechane panny młode
- Pojednanie z ex
- Polowanie na faceta
- Pranked
- Prank za prank
- Projekt: Pauly D
- Promposal
- Przyjaciółki
- Puk, puk, to my!
- Punk'd
- Potworny wyścig potworów
- Raperska rodzina Runa
- Rekreacje
- Road Rules
- Roztańczony Nick
- Rodzina Osbourne’ów
- Rodziny mafii
- Rozdarci
- Ryki z bryki
- SafeWord
- Say It In Song: Zapodaj to
- Scandalicious
- Sex Pod
- Sezon miłości
- Siesta Key
- Sławni i w ciąży
- Smakowite
- Snack-Off
- Snooki i JWoww
- Spanie z gwiazdami
- Status: Singiel
- Strefa „P”
- Szkoła Rysowania
- Śmiechobeka
- Szał ciał
- Śmiertelni nieśmiertelni
- Światowe Supersłodkie urodziny
- Teen Cribs
- Teen Mom Poland - Nastoletnie matki
- Teen Mom Specials
- The Lovers and The Liars
- The Real World
- The Ride
- The Royal World
- The Surreal Life: Willa sekretów
- Toksyczny chłopak
- Total Ariana Live
- True Life
- Uparta jak Brooke
- Uparty jak Hogan
- Urocze
- W klatce
- W kuchni z Jade
- W rytmie MTV
- Wakacje z Dziadkiem
- WakeBrothers
- Wanna Come In?
- Warsaw Shore - Oglądaj z Trybsonami
- Wcześnie zaręczeni
- Wild ’N Out
- Wojownicy Ninja
- Wystajlowani
- Wyścig w raju
- Wyzwani
- Wzgórza Hollywood
- Vidiots
- Viva La Bam
- Viva Mjuzzik Kłłłiz
- Zach Stone będzie sławny
- Zakład
- Zakochaj się w Rikki i Vikki
- Zakochaj się w Tili Tequili
- Zgadywanka
- Zastępstwo
- Zerwij z Shannen Doherty
- Zrobieni na bóstwo
- Życie według Liz

## Prezenterzy MTV Polska
- Dawniej:
  - Katarzyna Sowińska,
  - Katarzyna Burzyńska,
  - Paulina Jaskólska,
  - Beata Sadowska,
  - Maciej Dąbrowski,
  - Marcin Prokop,
  - Michał Koterski,
  - Joanna Horodyńska,
  - Karolina Kozak,
  - Pola Czarnecka,
  - Paweł Juzwuk,
  - Ernest Red Iwanda,
  - Paula Tumala,
  - Tomasz Torres,
  - Wojciech Łozowski,
  - Andrzej Szajewski.

## Oglądalność
Wszyscy 4+:
|      | styczeń | luty   | marzec | kwiecień | maj    | czerwiec | lipiec | sierpień | wrzesień | październik | listopad | grudzień | cały rok |
| ---- | ------- | ------ | ------ | -------- | ------ | -------- | ------ | -------- | -------- | ----------- | -------- | -------- | -------- |
| 2013 | 0,135%  | 0,095% | 0,069% | 0,093%   | 0,108% | 0,116%   | 0,165% | 0,144%   | 0,122%   |             |          |          | 0,12%    |
| 2012 | 0,188%  | 0,162% | 0,125% | 0,137%   | 0,133% | 0,11%    | 0,260% | 0,14%    | 0,144%   | 0,115%      | 0,107%   |          | 0,14%    |
| 2011 | 0,278%  | 0,291% | 0,238% | 0,270%   | 0,219% | 0,222%   | 0,430% | 0,33%    | 0,206%   | 0,165%      | 0,177%   |          | 0,235%   |
| 2010 | 0,290%  | 0,296% |        |          | 0,260% |          |        |          | 0,281%   | 0,299%      |          | 0,287%   | 0,297%   |
| 2009 | 0,37%   | 0,30%  | 0,33%  | 0,34%    | 0,33%  | 0,42%    |        |          |          |             |          |          | 0,32%    |
| 2008 |         | 0,25%  |        | 0,27%    | 0,29%  | 0,34%    | 0,50%  | 0,49%    | 0,43%    | 0,34%       |          | 0,31%    | 0,32%    |